# Didrik August Holberg
Didrik August Holberg (16. september 1804 i Sorø – 7. april 1883) var en dansk præst og politiker.
Han var søn af byfogedfuldmægtig Hans Hoffmann Holberg og Frederikke Bech, blev student fra Vordingborg lærde Skole 1822 og teologisk kandidat 1827 og konstitueret forstander for Skårup Seminarium 1835. 1841 blev han udnævnt til forstander og var fra 1842 også sognepræst i Skårup Sogn. 1850 gik han af som forstander, da han blev rigsdagsmand. 12. april 1872 blev han pensioneret fra sit præstekald.
Ved valget til Den grundlovgivende Rigsforsamling 5. oktober 1848 stillede han sig i Svendborg Amts 5. kreds, men blev ikke valgt. Han var til gengæld medlem af Landstinget for 6. kreds (Fyn) fra det første valg 29. december 1849 til han 19. juni 1852 nedlagde sit mandat. Holberg var atter landstingsmand i samme kreds fra 3. juni 1853 til 2. april 1855, da nyvalg nødvendiggjordes på grund af den forestående indskrænkning af Junigrundloven.
Han blev gift 21. august 1838 med Henriette Sophie Worsaae (født 29. juni 1818 i Vejle), datter af amtsforvalter Jens Worsaae og Margrethe Elisabeth Bertelsen. Hun var søster til J.J.A. Worsaae.